# Ланцо-Торинезе
Ланцо-Торинезе (итал. Lanzo Torinese) — коммуна в Италии, располагается в регионе Пьемонт, в провинции Турин.
Население составляет 5368 человек (2008 г.), плотность населения составляет 518 чел./км². Занимает площадь 10 км². Почтовый индекс — 10074. Телефонный код — 0123.
Покровителем коммуны почитается святой апостол Пётр в веригах (San Pietro in Vincoli), празднование 1 августа.

## Демография
Динамика населения:

## Администрация коммуны
- Официальный сайт: http://www.comune.lanzotorinese.to.it/